# Archibald MacLeish
Archibald MacLeish, né le 7 mai 1892 à Glencoe (banlieue de Chicago)  dans l'État de l'Illinois et mort le 20 avril 1982 à Boston dans l'État du Massachusetts, est un poète, dramaturge, essayiste et professeur d'université américain qui fut également bibliothécaire de la Bibliothèque du Congrès des États-Unis de 1939 à 1944. 
Archibald MacLeish fait partie du premier conseil des chanceliers de l'Academy of American Poets et dès 1933, il est membre de l'Académie américaine des arts et des lettres.

## Biographie

### Jeunesse et formation
Archibald MacLeish est le fils de Andrew MacLeish, un marchand prospère d'origine écossaise et de Martha Hillard MacLeish, une professeure du Vassar College, puis présidente du Rockford College devenu la Rockford University (en),,,.
De 1907 à 1911, il fait ses études secondaires à la Hotchkiss School (en) de Lakeville, dans l'État du Connecticut, puis il est accepté à l'université Yale (1911 - 1915), après l'obtention de son diplôme, il est admis à la fraternité Phi Beta Kappa. Puis il fait ses études de droit à Harvard,,,,,.
Il interrompt ses études de droit en 1917 et se porte volontaire pour rejoindre l'armée US en France comme ambulancier, puis il devient officier d'artillerie, à la fin de la guerre il est démobilisé avec le grade de capitaine, il reprend ses études de droit à Harvard où il obtient son Master of Arts en 1919. Lors de ses études à Harvard, il est le rédacteur en chef de la Harvard Law Review,,.
En 1923, il part en France, il y reste jusqu'en 1929,.

### Carrière

Vue aérienne de la Bibliothèque du Congrès.

De retour aux Etats-Unis, il travaille pour la revue Fortune Magazine, il y écrit divers articles politiques et culturels et cela jusqu'à sa nomination par Franklin D. Roosevelt au poste de bibliothécaire de la bibliothèque  du Congrès poste qu'il occupe de 1939 à 1944. Aidé par Luther Evans, son bibliothécaire en chef adjoint, il fait de la Bibliothèque du Congrès l'une des plus prestigieuses bibliothèques mondiales,,,.
Il saura fédérer les grandes bibliothèques des Etats-Unis pour qu'elles deviennent des sources d'études pour les historiens, les démographes et les analystes des services de renseignement,,.
De 1944 à 1946, il sert dans l'administration de la Maison-Blanche sous Roosevelt et Harry S. Truman, avant de se consacrer à sa carrière universitaire et à l'écriture. En 1949, il est nommé professeur titulaire de la chaire Boylston Professorship of Rhetoric and Oratory (en) de l'université Harvard, poste qu'il occupe jusqu'en 1962,.

### Engagements
Ses engagements au sein du Parti démocrate, ses sympathies pour le marxisme et des écrivains de gauche comme Erskine Caldwell, Upton Sinclair, Malcolm Cowley (en), Clifford Odets, Langston Hughes, Carl Sandburg, Carl Van Doren (en) , Donald Ogden Stewart, John Dos Passos, Lillian Hellman, Dashiell Hammett, etc. lui valent des tracasseries pendant le maccarthysme qu'il combat,.

### Vie privée
En 1916, il épouse Ada Taylor Hitchcock, une chanteuse lyrique qui a étudié le chant et la musique avec Nadia Boulanger,,.

## Œuvres
L'ensemble des œuvres d'Archibald Mac Leish jusqu'en 1973 a été inventorié par le livre d'Edward Joseph Mullaly : Archibald MacLeish: A Checklist.

### Recueils de poèmes
- Songs for a Summer's Day : A Sonnet-Cycle, New Haven (Connecticut), Yale Univ. Press, 1915, 18 p. (OCLC 634415706),
- Tower of Ivory, New Haven, Connecticut, Yale University Press, 1er janvier 1917, 94 p. (OCLC 682138560, lire en ligne),
- The Happy Marriage : And other Poems, Boston (Massachusetts), Houghton Mifflin Company, 1924, 79 p. (OCLC 2067456),
- The Pot of Earth, Boston & New York, Houghton Mifflin Company, 1er janvier 1925, 68 p. (OCLC 1150985057, lire en ligne),
- The Hamlet of A. MacLeish, Boston (Massachusetts), Houghton Mifflin Company, 1924, 45 p. (OCLC 2064379),
- Streets in the Moon, Cambridge (Massachusetts), Riverside Press, 1926, 101 p. (OCLC 6637220),
- Einstein, Paris, France, Black Sun Press, 1929, 29 p. (OCLC 13184746),
- New Found Land : Fourteen Poems, Boston (Massachusetts), Houghton, 1930, non paginé (OCLC 1336210797),
- Conquistador, Boston & New York, Houghton Mifflin Company, 1er janvier 1932, 132 p. (OCLC 579533902, lire en ligne),
- Frescoes for Mr. Rockefeller's City, New York, John Day, 1933, 28 p. (OCLC 463066874),
- Poems : 1924-1933, Boston & New York, Houghton Mifflin Company, 1er janvier 1933, 320 p. (OCLC 1070242775, lire en ligne),
- Public Speech : Poems, New York, Farrar & Rinehart, 1936, 48 p. (OCLC 1036767830, lire en ligne),
- Land of the Free USA : A Collection of Photographs, with Accompanying Text in Verse, Londres, Boriswood Ltd, 1938, 93 p. (OCLC 562242419),
- America Was Promises : A Poem, New York, Duell, Sloan & Pearce, 1939, 32 p. (OCLC 909409204, lire en ligne),
- « Colloquy for the States : A Poem », The Atlantic,‎ 1939 (OCLC 5909805),
- Actfive : And other Poems, New York, Random House, 1948, 63 p. (OCLC 1035312),
- Songs for Eve, Boston (Massachusetts), Houghton Mifflin, 1er janvier 1954, 58 p. (OCLC 288883),
- Collected Poems, Boston (Massachusetts), Houghton Mifflin, 1962, 440 p. (OCLC 1148608655, lire en ligne),
- The Wild Old Wicked Man and Other Poems, Boston (Massachusetts), Houghton Mifflin Company, 1er janvier 1966, 70 p. (ISBN 9780491002622, lire en ligne),
- The Human Season : Selected Poems, 1926-1972, Boston (Massachusetts), Houghton Mifflin, 1er janvier 1972, 186 p. (ISBN 9780395139431, lire en ligne),
- New & Collected Poems : 1917-1976, Boston (Massachusetts), Houghton Mifflin, 1er janvier 1976, 520 p. (ISBN 9780395244272, lire en ligne),
- Land Of The Free, Boston (Massachusetts), Da Capo Press, 1er janvier 1977, 93 p. (ISBN 9780306800801),
- Collected Poems : 1917-1982 (préf. Richard B. McAdoo), Boston (Massachusetts), Houghton Mifflin, 9 décembre 1985, 552 p. (ISBN 9780395394175, lire en ligne),

### Essais et conférences
- Jews in America, New York, Random House, 1936, 104 p. (OCLC 559231),
- The Irresponsibles : A Declaration, New York, Duell, Sloan & Pearce, 1er janvier 1940, 48 p. (OCLC 464329750, lire en ligne),
- A Time to Speak : Selected Prose of Archibald MacLeish, Boston (Massachusetts), Houghton Mifflin, 1940, 209 p. (OCLC 19808907),
- The American Cause, New York, Duell, Sloan and Pearce, 1er janvier 1941, 64 p. (OCLC 563757720, lire en ligne),
- American Opinion and the War, Cambridge, Cambridgeshire &  New York, University Press & Macmillan Publishers, 1942, 32 p. (OCLC 1468317),
- In Honor of a Man and an Ideal : ... Three Talks on Freedom, New York, Hassell Street Press (réimpr. 10 septembre 2021) (1re éd. 1942), 48 p. (ISBN 9781015246232, lire en ligne),
- A Time to Act : Selected Addresses, Boston (Massachusetts), Houghton Mifflin Company (réimpr. 1970) (1re éd. 1943), 216 p. (OCLC 1195025276, lire en ligne),
- Poetry and Opinion : The Pisan cantos of Ezra Pound, a Diary on the Role of Poetry, Urbana, illinois, University of Illinois Press, 1950, 74 p. (OCLC 1150937706, lire en ligne),
- Freedom Is the Right to Choose : An Inquiry Into the Battle for the American Future, Boston (Massachusetts), Ayer Company Publishers / Beacon Press, 1er janvier 1951, 208 p. (ISBN 9780836921724, lire en ligne),
- Art Education and the Creative Process, New York, Museum of Modern Art, 1954, 12 p. (OCLC 2158095),
- The Love of This Land : An Address Delivered by Archibald MacLeish at the Opening Session of the Freedom Forum, Marking the 40th Anniversary of Anti-Defamation League of B'Nai B'Rith, New York, The League, 21 novembre 1953, 38 p. (ISBN 9780243404391, lire en ligne),
- Poetry and Experience, Cambridge (Massachusetts), Riverside Press, 1er janvier 1961, 224 p. (ISBN 9780395079553, lire en ligne),
- Mr. Wilson and the Nation's Need, New York, Woodrow Wilson Foundation (réimpr. 9 septembre 1921) (1re éd. 1959), 20 p. (ISBN 9781013542688, lire en ligne),
- Archibald MacLeish & Mark Van Doren et Warren V. Bush (dir.), The Dialogues of Archibald Macleish and Mark Van Doren, New York, E. P. Dutton, 1er janvier 1964, 302 p. (OCLC 568512659, lire en ligne),
- The Eleanor Roosevelt Story, Boston (Massachusetts), Houghton Mifflin, 1965, 120 p. (OCLC 564527283, lire en ligne),
- A Continuing Journey : Essays and Addresses, Boston (Massachusetts), Houghton Mifflin, 1er janvier 1968, 392 p. (ISBN 9780395079508, lire en ligne),
- Champion of a Cause : Essays and Addresses on Librarianship, Chicago (Illinois), American Library Association, 28 décembre 1971, 272 p. (ISBN 9780838900918, lire en ligne),
- Riders on the Earth : Essays and Recollections, Boston, Houghton Mifflin, 1er mars 1978, 184 p. (ISBN 9780395263822, lire en ligne),

### Correspondance
- R.H. Winnick (dir.), Letters of Archibald MacLeish : 1907 to 1982, Boston (Massachusetts), Houghton Mifflin, 1er janvier 1983, 504 p. (ISBN 9780395321591, lire en ligne),

### Interview
- (en-US) Helen E. Ellis &  Archibald A. Drabeck, Reflections, Amherst (Massachusetts), University of Massachusetts Press, 1er juin 1986, 316 p. (ISBN 9780870236235, lire en ligne)

### Théâtre
- Nobodaddy : A Play, Cambridge (Massachusetts), Dunster House, 1926, 67 p. (OCLC 1650755),
- Panic : A Play in Verse, Boston et New York, Houghton Mifflin Company, 1er janvier 1935, 120 p. (OCLC 575434858, lire en ligne),
- The Fall of the City : A Verse Play for Radio, New York, Farrar & Rinehart, 1937, 40 p. (ISBN 9781199897077),
- Air Raid : A Verse for Radio, Londres, John Lane, 1939, 36 p. (OCLC 4976057),
- The American story : Ten Radio Scripts, New York, Duell, Sloan and Pearce (réimpr. 1960) (1re éd. 1944), 256 p. (OCLC 1077914781, lire en ligne),
- The Trojan Horse, éd. Houghton Mifflin, 1952,
- This Music Crept by Me Upon, Cambridge (Massachusetts), Harvard University Press, 1er janvier 1953, 52 p. (OCLC 587390776, lire en ligne),
- J. B. : A Play in Verse, Boston (Massachusetts), Houghton Mifflin Company (réimpr. 1 janvier 1986) (1re éd. 1 janvier 1958), 164 p. (ISBN 9780395083536, lire en ligne),
- Three Short Plays : The Secret of Freedom. Air Raid. The Fall of the City, New York, Dramatists Play Service (réimpr. 9 septembre 2021) (1re éd. 1961), 92 p. (ISBN 9781013417887, lire en ligne),
- Herakles, Boston (Massachusetts), Houghton Mifflin Company, 1er janvier 1967, 120 p. (ISBN 9781125139530, lire en ligne),
- An Evening’s Journey to Conway Massachusetts, éd. Houghton Mifflin, 1967,
- Scratch : A Play, Boston (Massachusetts), Houghton Mifflin, 1er janvier 1971, 134 p. (ISBN 9780395123461, lire en ligne),
- The Great American Fourth of July Parade : A Verse Play for Radio, Pittsburgh (Pennsylvanie), University of Pittsburgh Press, 1er juin 1976, 72 p. (ISBN 9780822933007, lire en ligne),
- Six Plays, Boston (Massachusetts), Houghton Mifflin Harcourt, 16 juin 1980, 248 p. (ISBN 9780395284193, lire en ligne),

### Articles
- « The Lord Chancellor Prepares His Opinion », The North American Review, vol. 216, no 801,‎ août 1922, p. 209-211 (3 pages) (lire en ligne),
- « The Next Philosophy », The North American Review, vol. 217, no 810,‎ mai 1923, p. 698-704 (7 pages) (lire en ligne),
- « The Beginning of Things », The North American Review, vol. 219, no 820,‎ mars 1924, p. 367-371 (5 pages) (lire en ligne),
- « Amy Lowell and the Art of Poetry », The North American Review, vol. 221, no 826,‎ mars 1925, p. 508-521 (14 pages) (lire en ligne),
- « Communication to Leon-Paul Fargue », Poetry, vol. 33, no 4,‎ janvier 1929, p. 186-187 (2 pages) (lire en ligne),
- « In Challenge Not Defense », Poetry, vol. 52, no 4,‎ juillet 1938, p. 212-219 (8 pages) (lire en ligne ),
- « The Librarian and the Democratic Process », ALA Bulletin, vol. 34, no 6,‎ juin 1940, p. 385-388, 421-422 (6 pages) (lire en ligne ),
- « Discovery of This Time », Poetry, vol. 57, no 1,‎ octobre 1940, p. 1-3 (4 pages) (lire en ligne ),
- « The Library of Congress Protects Its Collections », ALA Bulletin, vol. 36, no 2,‎ février 1942, p. 74-75, 144 (3 pages) (lire en ligne ),
- « Coöperative Scholarship », Quarterly Journal of Current Acquisitions, vol. 1, no 1,‎ 1943, p. 1-2 (2 pages) (lire en ligne ),
- « Aid to the National Library of Peru », The Hispanic American Historical Review, vol. 23, no 4,‎ novembre 1943, p. 781-783 (3 pages) (lire en ligne ),
- « Notes and News », American Anthropologist, New Series,, vol. 46, no 1,‎ janvier - mars 1944, p. 151-152 (2 pages) (lire en ligne ),
- « USSR and Library of Congress », ALA Bulletin, vol. 38, no 5,‎ mai 1944, p. 207 (1 page) (lire en ligne ),
- « The Reorganization of the Library of Congress, 1939-44 », The Library Quarterly: Information, Community, Policy, vol. 14, no 4,‎ octobre 1944, p. 277-315 (39 pages) (lire en ligne ),
- « Building the Peace », ALA Bulletin, vol. 39, no 3,‎ mars 1945, p. 67 (1 page) (lire en ligne ),
- « Unesco », Bulletin of the American Association of University Professors (1915-1955), vol. 32, no 4,‎ hiver 1946, p. 605-620 (16 pages) (lire en ligne ),
- « How Can Unesco Contribute to Peace? », Bulletin of the American Association of University Professors (1915-1955), vol. 34, no 3,‎ automne 1948, p. 539-545 (7 pages) (lire en ligne ),
- « The American State of Mind », The American Scholar, vol. 19, no 4,‎ automne 1950, p. 398-408 (11 pages) (lire en ligne ),
- « Loyalty and Freedom », The American Scholar, vol. 22, no 4,‎ automne 1953, p. 393-398 (6 pages) (lire en ligne ),
- « A Note », The American Scholar, vol. 23, no 1,‎ hiver 1953-1954, p. 25-26 (2 pages) (lire en ligne ),
- « A tower which will not yield », ALA Bulletin, vol. 50, no 10,‎ novembre 1956, p. 649-654 (6 pages) (lire en ligne ),
- « Jane Addams and the Future », Social Service Review, vol. 35, no 1,‎ mars 1961, p. 1-5 (5 pages) (lire en ligne ),
- « F. F. Frame for a Portrait », Harvard Law Review, vol. 76, no 1,‎ novembre 1962, p. 22-24 (4 pages) (lire en ligne ),
- « Felix Frankfurter: A Lesson of Faith », The Supreme Court Review, vol. 1966,‎ 1966, p. 1-5 (5 pages) (lire en ligne ),
- « A Memorial Tribute to Carl Sandburg », The Massachusetts Review, vol. 9, no 1,‎ hiver 1968, p. 41-44 (4 pages) (lire en ligne ),
- « The Library of Congress : Coöperative Scholarship », The Quarterly Journal of the Library of Congress, vol. 23, no 1,‎ janvier 1969, p. 4-7 (4 pages) (lire en ligne ),
- « Apologia », Harvard Law Review, vol. 85, no 8,‎ juin 1972, p. 1505-1511 (7 pages) (lire en ligne ),
- « The Premise of Meaning », The American Scholar, vol. 41, no 3,‎ été 1972, p. 357-362 (6 pages) (lire en ligne )
- « Cooperative Scholarship », The Quarterly Journal of the Library of Congress, vol. 39, no 4,‎ 1982, p. 198-199 (2 pages) (lire en ligne ),

## Prix et distinctions
- 1933 : lauréat du prix Pulitzer, catégorie poésie, pour son recueils de poèmes (Conquistador)[15],
- 1946 : élévation au grade de commandeur de la Légion d'honneur,
- 1953 : récipiendaire du prix Bollingen (en) en poésie,
- 1953 : lauréat du National Book Award pour le recueil de poèmes (Collected Poems, 1917-1952),
- 1953 : lauréat du prix Pulitzer pour la poésie (Collected Poems 1917-1952)[16],
- 1959 : lauréat du prix Pulitzer pour le théâtre (JB)[16],
- 1959 : lauréat du Tony Award pour le meilleur jeu (JB),
- 1965 : lauréat d'un Oscar, catégorie documentaire, pour son travail sur le scénario de The Eleanor Roosevelt Story[17],
- 1977 : récipiendaire de la médaille présidentielle de la Liberté,
- 1979 : récipiendaire de la Gold Medal in Literature, section poésie, décernée par l'Académie américaine des arts et des lettres, 1979[18].

## Archives
Les archives d'Archibald Mac Leish sont consultables et accessibles à la Bibliothèque du Congrès, à la Beinecke Rare Book and Manuscript Library, à la bibliothèque de l' université du Massachusetts à Amherst, à la Nahman-Watson Library du Greenfield Community College (Massachusetts) (en) et au Mount Holyoke College Archives and Special Collections.

## Pour approfondir

#### Notices dans des encyclopédies ou manuels de référence
- (en-US) Jay Parini (dir.), American Writers : A Collection of Literary Biographies, New York, Charles Scribner's Sons, 1974, 648 p. (OCLC 776808527, lire en ligne), p. 1-25,
- (en-US) Denis Donoghue (dir.), Seven American Poets from MacLeish to Nemerov: An Introduction, Minneapolis, Minnesota, University of Minnesota Press, 1er avril 1975, 335 p. (ISBN 9780816607396, lire en ligne), p. 16-54,
- (en-US) Ian Scott-Kilvert (dir.), Poets: American And British, volume 2, New York, Scribner Book Company, 1er janvier 1998, 1149 p. (ISBN 9780684806051, lire en ligne), p. 815-836,
- (en-US) John A. Garraty (dir.), American National Biography, vol. 14: Lovejoy - McCurdy, New York, Oxford University Press, USA, 1er janvier 1999, 953 p. (ISBN 9780195127935, lire en ligne), p. 269-271. ,
- (en-US) Encyclopedia of World Biograhy : Supplement A-Z, vol. 10, Detroit, Michigan, Gale Cengage, 4 août 2000, 549 p. (ISBN 9780787637200, lire en ligne), p. 109-110,
- (en-US) R. Baird Shuman (dir.), Great American Writers: Twentieth Century, volume 7, New York, Marshall Cavendish Corporation, 1er janvier 2002, 1011 p. (ISBN 9780761472407, lire en ligne), p. 891-908,
- (en-US) John Y. Cole (dir.), Encyclopedia of the Library of Congress : For Congress, the Nation & the World, Washington, Bernan Press, 1er décembre 2004, 579 p. (ISBN 9780890599716, lire en ligne), p. 323-325. ,
- (en-US) Demetres P. Tryphonopoulos et Stephen J. Adams (dir.), The Ezra Pound Encyclopedia, Westport, Connecticut, Greenwood Press, 28 avril 2005, 349 p. (ISBN 9780313304484, lire en ligne), p. 189-190,
- (en-US) Jeffrey H. Gray, James McCorkle & Mary Balkun (dir.), The Greenwood Encyclopedia Of American Poets And Poetry, vol. 4. M -- R, Westport, Connecticut, Greenwood Press, 30 décembre 2005, 1409 p. (ISBN 9780313330124, lire en ligne), p. 997-999,
- (en-US) Susan Clair Imbarrato & Carol Berkin (dir.), Encyclopedia of American Literature, vol. 3. Into the modern 1896-1945, New York, Facts on File, 1er février 2008, 427 p. (ISBN 9780816064762, lire en ligne), p. 185-186,
- (en-US) Rosemary M. Canfield Reisman (dir.), Critical Survey of Poetry: American Poets-Volume 3, Pasadena (Californie), Salem Press, 15 janvier 2011, 1827 p. (ISBN 9781587655869, lire en ligne), p. 1244-1254,
- (en-US) Carl Rollyson & Karen Garvin (dir.), The Twenties in America, Ipswich (Massachusetts), Salem Press, 1er avril 2012, 1144 p. (ISBN 9781587658556, lire en ligne), p. 547-548,

#### Essais et biographies
- (en-US) Signi Lenea Falk, Archibald MacLeish, New York, Twayne Publishers, 28 juin 1965, 198 p. (ISBN 9780808400547, lire en ligne),
- (en-US) Scott Donaldson & R.H. Winnick, Archibald MacLeish: An American Life, Boston, Houghton Mifflin, 1er mai 1992, 670 p. (ISBN 9780395493267, lire en ligne),

#### Articles anglophones

##### Années 1930-1979
- Harriet Monroe, « Archibald MacLeish », Poetry, vol. 38, no 3,‎ juin 1931, p. 150-155 (6 pages) (lire en ligne ),
- Llewellyn Jones, « Archibald MacLeish: A Modern Metaphysical », The English Journal, vol. 24, no 6,‎ juin 1935, p. 441-451 (11 pages) (lire en ligne ),
- Dorothy van Ghent, « The Poetry of Archibald MacLeish », Science & Society, vol. 2, no 4,‎ 1938, p. 500-511 (12 pages) (lire en ligne ),
- Arthur Mizener, « The Poetry of Archibald MacLeish », The Sewanee Review, vol. 46, no 4,‎ octobre / décembre 1938, p. 501-519 (19 pages) (lire en ligne ),-
- Edwin Honig, « History, Document, and Archibald MacLeish », The Sewanee Review, vol. 48, no 3,‎ juillet / septembre 1940, p. 385-396 (12 pages) (lire en ligne ),
- Hyall Howe Waggoner, « Archibald MacLeish and the Aspect of Eternity », College English, vol. 4, no 7,‎ avril 1943, p. 402-412 (11 pages) (lire en ligne ),
- Eleanor M. Sickels, « Archibald MacLeish and American Democracy », American Literature, vol. 15, no 3,‎ novembre 1943, p. 223-237 (15 pages) (lire en ligne ),
- « Statement by Archibald MacLeish Before the Senate Committee on Foreign Relations », American Scientist, vol. 33, no 2,‎ avril 1945, p. 117-119 (3 pages) (lire en ligne ),
- Gustav H. Blanke, « Archibald MacLeish: "Ars Poetica" », Jahrbuch für Amerikastudien, vol. 1968,‎ 1968, p. 236-245 (10 pages) (lire en ligne ),
- Benjamin DeMott, « Archibald MacLeish, The Art of Poetry No. 18 », The Paris Review, no 58,‎ été 1974 (lire en ligne),
- Betty Schwartz, « The Role of the American Library Association in the Selection of Archibald MacLeish as Librarian of Congress », The Journal of Library History (1974-1987), vol. 9, no 3,‎ juillet 1974, p. 241-264 (24 pages) (lire en ligne ),
- Nancy L. Benco, « Archibald MacLeish: The Poet Librarian », The Quarterly Journal of the Library of Congress, vol. 33, no 3,‎ juillet 1976, p. 232-249 (18 pages) (lire en ligne ). ,
- Kurt S. Maier, « A Fellowship in German Literature: Thomas Mann, Agnes Meyer, and Archibald MacLeish », The Quarterly Journal of the Library of Congress, vol. 36, no 4,‎ 1979, p. 385-400 (16 pages) (lire en ligne ),

##### Années 1980-1999
- JH, « "Bold Venture": A Wartime Poem by Librarian Archibald MacLeish », The Quarterly Journal of the Library of Congress, vol. 38, no 1,‎ hiver 1981, p. 2-3 (2 pages) (lire en ligne ),
- William Heyen, Anthony Piccione & Archibald MacLeish, « The Shine of the World: A Conversation with Archibald MacLeish », The Massachusetts Review, vol. 23, no 4,‎ hiver 1982, p. 681-704 (24 pages) (lire en ligne ),
- David McCord, « Archibald Macleish », Proceedings of the Massachusetts Historical Society, Third Series, vol. 94,‎ 1982, p. 93-98 (6 pages) (lire en ligne ),
- John William Ward, « Archibald MacLeish & Education », The Massachusetts Review, vol. 23, no 4,‎ hiver 1982, p. 673-679 (7 pages) (lire en ligne ),
- Irving Dilliard, « Three to Remember Archibald Macleish, Stanley Kimmel, Phills Bradley », Journal of the Illinois State Historical Society, vol. 77, no 1,‎ printemps 1984, p. 45-59 (15 pages) (lire en ligne ),
- David Barber, « in search of an "image of mankind": the public poetry and prose of archibald macleish », American Studies, vol. 29, no 2,‎ 1988, p. 31-56 (26 pages) (lire en ligne )
- Frederick J. Stielow, « Librarian Warriors and Rapprochement: Carl Milam, Archibald MacLeish, and World War II », Libraries & Culture, Vol. 25, No. 4, vol. 25, no 4,‎ 1990, p. 513-533 (21 pages) (lire en ligne ),
- John Timberman Newcomb, « Archibald MacLeish and the Poetics of Public Speech: A Critique of High Modernism », The Journal of the Midwest Modern Language Association, vol. 21, no 1,‎ printemps 1990, p. 9-26 (18 pages) (lire en ligne ),

##### Années 2000-2019
- Nathaniel Tripp, « The Father Thing : Archibald MacLeish was hard for a boy to catch up to », The New York Times Books,‎ 4 mars 2001 (lire en ligne),
- T.W. Hendricks, « Archibald MacLeish in Bermuda: Geography and Grammar in "You, Andrew Marvell" », CEA Critic, vol. 65, no 2,‎ hiver 2003, p. 10-20 (11 pages) (lire en ligne ),
- Marcia Southwick, « Ode to Archibald MacLeish », Prairie Schooner, vol. 83, no 3,‎ 2009, p. 170-171 (2 pages) (lire en ligne ),
- Michael Augspurger, « Archibald MacLeish and Professional Leadership », College Literature, vol. 36, no 4,‎ 2009, p. 1-24 (24 pages) (lire en ligne ),
- Carter Wilson, « Prose Rhythm, Whatever That May Be (Lessons Learned from Archibald MacLeish) », Southwest Review, vol. 101, no 1,‎ 2016, p. 122-129 (8 pages) (lire en ligne ),
- James Jesson, « Archibald MacLeish's "Air Raid" », College Literature, vol. 43, no 3,‎ été 2016, p. 542-569 (28 pages) (lire en ligne ),